# Borut Božič (alpski smučar)
Borut Božič, slovenski alpski smučar, * 26. november 2000, Radovljica. 
Božič je bil član kluba SK Radovljica. Nastopil je na svetovnih mladinskih prvenstvih v letih 2018, 2019 in 2020, svojo najboljšo uvrstitev je dosegel leta 2019 s 13. mestom v kombinaciji. V svetovnem pokalu je nastopil na treh tekmah za Pokal Vitranc v Kranjski gori, 3. marca 2018 na veleslalomu ter 9. in 10. marca 2019 na veleslalomu in slalomu, najboljšo uvrstitev je dosegel leta 2018 z 42. mestom.